# メラニーは行く!
『メラニーは行く!』（メラニーはいく、Sweet Home Alabama）は、2002年のアメリカ合衆国のロマンティック・コメディ映画。

## ストーリー
ニューヨークでファッションデザイナーとして活躍するメラニーは、市長の息子アンドリューとの結婚も目前ですべてが順調に進もうとしていたが、彼女には故郷アラバマに残してきた夫ジェイクがいたのである。

## キャスト
※括弧内は日本語吹替。
- メラニー・カーマイケル - リース・ウィザースプーン（松本梨香）
- ジェイク・ペリー - ジョシュ・ルーカス（小山力也）
- アンドリュー・ヘニングス - パトリック・デンプシー（入江崇史）
- ケイト・ヘニングス市長 - キャンディス・バーゲン（沢田敏子）
- パール・スムーザー - メアリー・ケイ・プレイス（巴菁子）
- アール・スムーザー - フレッド・ウォード（安原義人）
- ステラ・ケイ・ペリー - ジーン・スマート（一城みゆ希）
- ボビー・レイ - イーサン・エンブリー（岩崎ひろし）
- ラリン - メラニー・リンスキー（岡村明美）
- クリントン - フリート・クーパー（三宅健太）
- ウェイド保安官 - コートニー・ゲインズ
- メラニー（少女時代） - ダコタ・ファニング（山下夏生）
- ドロシー - メアリー・リン・ライスカブ
- タバサ・ワドモア＝スミス - ローナ・ミトラ
- フレデリック・モンタナ - ネイサン・リー・グレアム（楠大典）
- 取材記者 - 不明（きのしたゆうこ）

その他の日本語吹き替え
宗矢樹頼／岡本章子／田中完／土田大／宮田光／長克巳／村上想太／重松朋／奥田啓人／大野エリ／片桐真衣